# Four Pickled Peppers
Die Four Pickled Peppers waren eine US-amerikanische Western-Swing-Band aus North Carolina.

## Geschichte
Die Mitglieder der Band stammten aus dem Rockingham County, North Carolina, aus den Städten Leaksville, Spray und Draper, die heute zur Gemeinde Eden zusammengefasst sind. Einige der Mitglieder, wie die Gitarristen Norman Woodlieff und Esmund Harris, spielten mit Charlie Poole, einem berühmten Banjo-Spieler aus Spray. Woodlieff war als Gitarrist für Pooles erste Columbia-Session anwesend und Esmund nahm Pooles erste, obskure Session für OKeh Records um 1924 auf. Fiddler Lonnie Austin spielte zwischen 1928 und 1929 in Pooles Band und ist auf dreißig Stücken von Poole zu hören. Er arbeitete auch mit Kelly Harrell and his Virginia String Band, den Weaver Brothers und H.M. Barnes and his Blue Ridge Ramblers.
Die Four Pickled Peppers spielten einen mit Pop und Jazz angereicherten Stil, der dem Western Swing nahestand, die Besetzung einer klassischen Stringband aber zu klein für Western Swing war. In den Jahren 1938 und 1939 machte die Gruppe Aufnahmen für RCA Victors Sublabel Bluebird Records, bei denen fast 20 Stücke eingespielt wurden. Die erste Session fand am 30. September 1938 in Rock Hill, South Carolina, statt, während die zweite und letzte ein Jahr später am 22. August in Atlanta, Georgia, abgehalten wurde. Während der zweiten Session war Lonnie Austin als Pianist vorgesehen, jedoch wollte Produzent Frank Walker kein Klavier in einer Stringband, sodass Austin sich auf die Fiddle beschränken musste. Jolly Group of Cowboys sowie die Single Long Lost Sweetheart / When The Golden Moon is Shining wurden über Regal-Zonophone Records auch in Australien veröffentlicht.
Banjo-Spieler Hamon Newman starb kurz nach der letzten Session 1939. Die Band ging auseinander, die Mitglieder waren aber weiterhin als Musiker aktiv. 1993 starb Esmund Harris und vier Jahre später Lonnie Austin.

## Diskografie
| Jahr             | Titel                                                                    | #      | Anmerkungen                              |
| ---------------- | ------------------------------------------------------------------------ | ------ | ---------------------------------------- |
| Bluebird Records |                                                                          |        |                                          |
|                  | When I Was a Baby / Bungalow Big Enough for Two                          | B-7894 |                                          |
|                  | Jolly Group of Cowboys / Carry Me Back to the Mountains                  | B-8016 | B-Seite von den Girls of the Golden West |
|                  | Poor Old Jane / Come Along, Children Come Along (Raise a Ruckus Tonight) | B-8231 |                                          |
|                  | I’ll Remember You, Love, In My Prayers / I’m Not Angry with You, Darling | B-8239 |                                          |
|                  | Long Lost Sweetheart / When The Golden Moon is Shining                   | B-8326 |                                          |
|                  | From Broadway to Heaven / That Wabash Rag                                | B-8355 |                                          |
|                  | Dill Pickle Rag / Baby Chile                                             | B-8518 |                                          |
|                  | Ramblin’ John / She’s a Cousin of Mine                                   | B-8543 |                                          |
|                  | Somebody’s Darling, Not Mine / My Little Nappanee                        | B-8618 |                                          |
|                  | Four Leave Clover / Thirteen Steps                                       | B-8642 |                                          |
|                  | The Woman I Love / My Little Nappanee                                    | M-7754 | veröffentlicht bei Montgomery Ward       |